# Murter
Murter  (pronunciación [mǔrtɛːr]; Italiano: Mortero; Latín: Colentum) es el nombre de una isla en la parte croata del mar Adriático, situada en el centro de Dalmacia, así como el de una pequeña aldea en la parte norte-occidental de la isla.
La pequeña ciudad de Betina se encuentra en el lado noroeste de la isla, mientras que Jezera y Tisno se encuentran en la costa sureste. La Población actual de la isla es de unos 5.192 habitantes, mientras que la de la aldea es 2010. Contiene una mayoría absoluta de croatas, con 97,59% de la población.